# Le troiane
Le troiane, o Le troadi (in greco antico: Τρῳάδες?), è una tragedia di Euripide, rappresentata per la prima volta nel 415 a.C., durante la guerra del Peloponneso. L'opera ebbe il secondo premio alle Grandi Dionisie ateniesi del 415 a.C., vinte dal quasi sconosciuto Senocle.

## Trama
La città di Troia, dopo una lunga guerra, è infine caduta. Gli uomini troiani sono stati uccisi, mentre le donne devono essere assegnate come schiave ai vincitori. Cassandra viene data ad Agamennone, Andromaca a Neottolemo ed Ecuba a Odisseo. Cassandra predice le disgrazie che attenderanno lei stessa e il suo nuovo padrone una volta tornati in Grecia, e il lungo viaggio che Odisseo dovrà subire prima di rivedere Itaca. Andromaca subisce una sorte terribile, poiché i Greci decidono di far precipitare dalle mura di Troia Astianatte, il figlio che la donna aveva avuto da Ettore, per evitare che un giorno il bambino possa vendicare il padre e porre fine alla stirpe achea.
Successivamente Ecuba ed Elena si sfidano in una sorta di agone giudiziario, per stabilire le responsabilità dello scoppio della guerra. Elena si difende ricordando il giudizio di Paride e l'intervento di Afrodite, ma Ecuba svela infine la colpevole responsabilità della donna, fuggita con Paride perché attratta dal lusso e dall'adulterio. Infine, il cadavere di Astianatte viene riconsegnato ad Ecuba per il rito funebre, Troia viene data alle fiamme, e le prigioniere vengono portate via mentre salutano per l'ultima volta la loro città.

## I personaggi
- Ecuba: è il personaggio presente dal prologo all'esodo, è la madre di Ettore affranta dal dolore per la perdita del figlio, la distruzione di Troia e il destino delle donne troiane. È destinata a essere schiava di Odisseo in Grecia dove eseguirà compiti non adatti alle sue vecchie membra.
- Coro delle prigioniere troiane: come tutti i cori euripidei ha la funzione di esprimere il pensiero del poeta durante gli stasimi, ma durante gli episodi ha un ruolo molto ridotto. È partecipe del dolore di Ecuba e di tutte le troiane.
- Cassandra: è destinata ad Agamennone ed è presente nel primo episodio. Appare come invasa da una follia inspiegabile e chiede a Ecuba di essere felice per il suo destino e le sue nozze.
- Taltibio: messaggero di Menelao, appare a volte rigido esecutore del volere dei propri comandanti, considerando poco più che mera merce le donne troiane (definisce "bel giocattolo"[5] Cassandra) e a volte pietoso per il destino che attende loro.
- Andromaca: vedova di Ettore, si aggrappa al conforto di avere ancora il proprio figlio con sé, il piccolo Astianatte. Le sarà però ordinato di consegnare il figlio a Taltibio perché venga gettato dalle mura di Troia. Per questo motivo pronuncerà un lungo monologo disperata per la perdita dell'unico affetto che le rimaneva.
- Menelao: rappresentato come un condottiero impietoso, desideroso solo di recuperare Elena per poterla uccidere in Grecia.
- Elena: viene indicata come la causa per cui ha inizio la guerra di Troia. È un personaggio che cerca di giustificarsi continuamente per aver salva la vita dalla vendetta di Menelao.
- Atena e Poseidone: hanno solo la funzione di introdurre la vicenda nel prologo.

## Commento

### La violenza e la dignità
In questo dramma, uno dei maggiormente statici che possediamo, la presenza viva e acuta del dolore si congiunge con la convinzione dell'eroicità della sventura di fronte alla vittoria dei distruttori. Tale vittoria è però solo apparente, poiché ognuna delle protagoniste dell'opera trova il modo di reagire, a proprio modo, alla tremenda sventura che le ha colpite. I vincitori, invece, che sono poi alcuni dei più grandi eroi della mitologia greca, si comportano solo come insensati aguzzini, capaci della più bruta barbarie senza la minima remora. Le donne troiane insomma hanno perso tutto, ma non la loro dignità umana, che invece gli spietati soldati greci sembrano non aver mai posseduto.

### L'antimilitarismo
L'opera, come anche l'Elena e Le supplici dello stesso autore, è venata da un evidente antimilitarismo. Troia è caduta, gli uomini sono stati uccisi e alle donne troiane si apre la prospettiva di trascorrere nella schiavitù il resto dei loro giorni. Tutto insomma è già avvenuto, e niente resta a parte i morti e il dolore dei sopravvissuti. Risulta evidente la centralità del punto di vista dei vinti e non dei vincitori: questo tipo di prospettiva (già adottato da Eschilo nei Persiani) evidenzia non tanto l'eroismo di chi vince, quanto la disperazione dei vinti, con lo scopo di gettare luce sulle sofferenze portate dai conflitti armati.

### I fatti di Melo

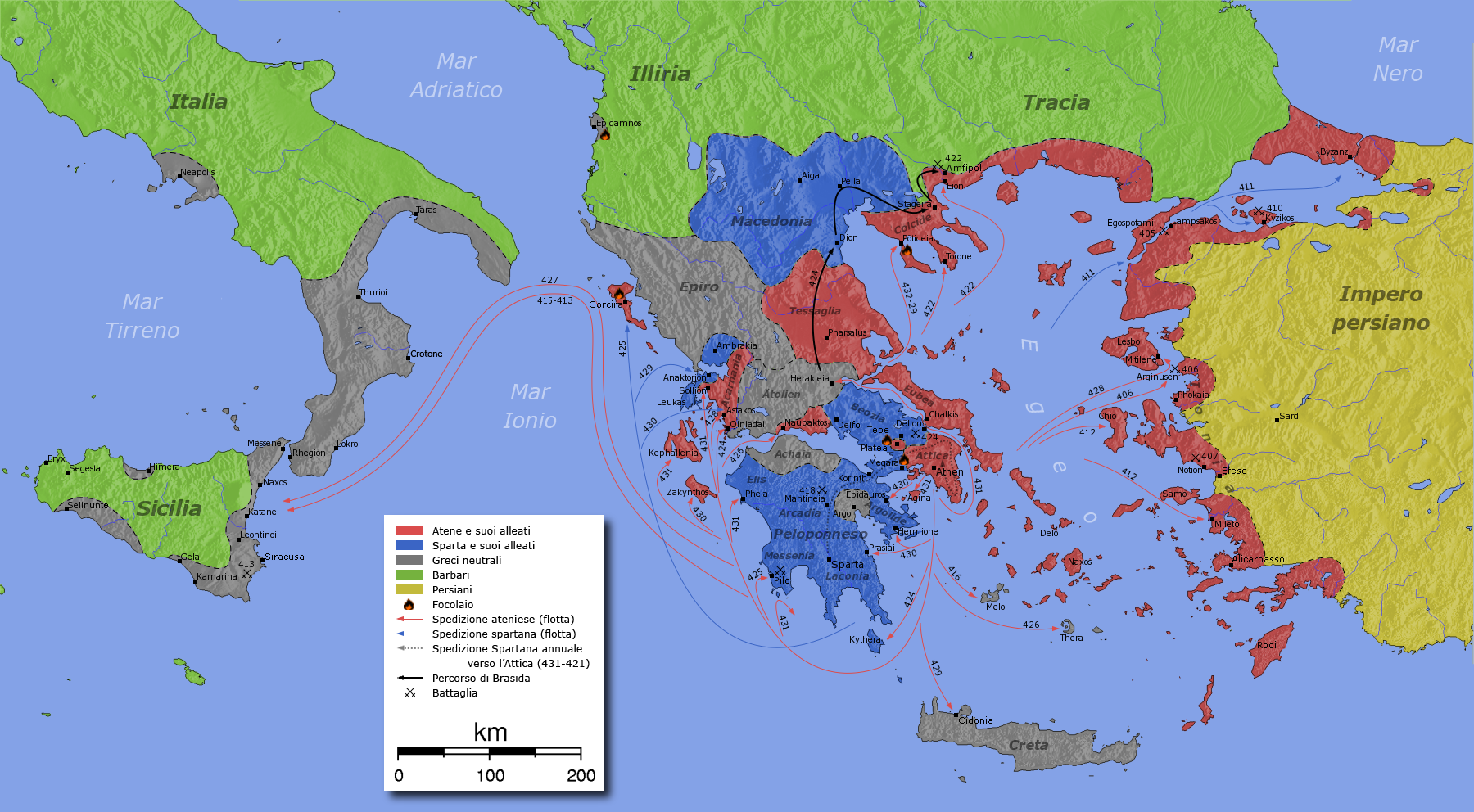
Schema della guerra del Peloponneso (431 - 404 a.C.)

C'è un fatto che differenzia le Troiane dalle altre tragedie antimilitariste di Euripide. Piuttosto che una generica condanna della guerra, vi è infatti un chiaro riferimento ad un preciso atto bellico compiuto da Atene pochi mesi prima. Nel 416 a.C., in piena guerra del Peloponneso, Atene aveva chiesto all'isola di Melo (oggi Milo) di aderire alla lega delio-attica, sottomettendosi così alla dominazione ateniese. I meli avevano rifiutato, perché erano una colonia spartana e perché erano indipendenti da 800 anni. Avevano però offerto ad Atene la loro neutralità nella guerra e la possibilità di intrecciare rapporti di amicizia. Gli ateniesi, temendo che un atteggiamento troppo morbido verso Melo potesse dare un'impressione di debolezza alle poleis alleate e nemiche, avevano infine attaccato l'isola, passando per le armi i suoi uomini e vendendo come schiavi le donne e i bambini. Il sacco di Melo aveva sconvolto la coscienza civica ateniese e generato numerosi interrogativi. Pochi mesi dopo, Euripide mette in scena, davanti agli stessi autori di quell'atto, un'opera che ripropone la stessa situazione che si era creata a Melo: tutti gli uomini sono stati uccisi, e le donne e i bambini vengono ridotti in schiavitù. Al tragediografo va riconosciuto il coraggio di aver rappresentato un'opera che criticava in maniera chiara e molto dura lo spietato imperialismo della sua città.

### La trilogia
L'opera faceva parte di una trilogia ambientata durante la guerra di Troia, assieme a due tragedie, Alessandro e Palamede, di cui rimangono solo frammenti. La trama della prima era incentrata su Paride (chiamato appunto anche Alessandro) e sul suo ritorno a Troia dopo l'abbandono alla nascita, dovuto alle profezie funeste che l'accompagnavano. Ne sopravvivono solo frammenti, conservati nel papiro di Strasburgo o tramandati indirettamente, in particolare da Giovanni Stobeo. La seconda verteva sull'ingiusto trattamento subito dal greco Palamede da parte dei suoi stessi commilitoni. Con la sua astuzia egli aveva dimostrato la finta pazzia di Ulisse, costringendolo a partecipare alla guerra. Ulisse si vendicò quindi di lui con l'inganno. Alla fine della trilogia venne rappresentato anche il dramma satiresco Sisifo, anch'esso perduto.

## Adattamenti
Lo scrittore latino Lucio Anneo Seneca scrisse la tragedia Le troiane, frutto della contaminazione tra Le troiane e l'Ecuba di Euripide.
Il filosofo Jean-Paul Sartre ne scrisse una versione moderna a Roma nel 1964, aderente all'originale, con riferimenti all'imperialismo europeo, in particolare alla Guerra d'Algeria.
Negli anni sessanta il regista messicano Sergio Vèjar ne ha tratto un film in bianco e nero, Las Troyanas.
Nel 1971 uscì il film Le troiane di Michael Cacoyannis.